# Anthony Bell
Anthony Dewitt Bell (Miami, 2 luglio 1964) è un ex giocatore di football americano statunitense che ha militato nel ruolo di linebacker nella National Football League (NFL) e nella Canadian Football League (CFL).

## Carriera
Al college Bell giocò a football a Michigan State. Fu scelto dai St. Louis Cardinals come quinto assoluto nel Draft NFL 1986. Vi giocò fino al 1990, dopo di che passò ai Detroit Lions (1991) e i Los Angeles Raiders (1992). Chiuse la carriera nel 1995 con gli Ottawa Rough Riders della CFL.